# BF Водолея
BF Водолея (лат. BF Aquarii) — двойная затменная переменная звезда (E:) в созвездии Водолея на расстоянии приблизительно 3208 световых лет (около 984 парсеков) от Солнца. Видимая звёздная величина звезды — от +14,9m до +14,2m.

## Характеристики
Первый компонент — жёлтая звезда спектрального класса G. Эффективная температура — около 5311 К.